# سكوت بيلي (لاعب هوكي الجليد)
سكوت بيلي هو لاعب هوكي الجليد كندي، ولد في 2 مايو 1972 في كالغاري في كندا.

## وصلات خارجية
- سكوت بيلي على موقع دوري الهوكي الوطني (الإنجليزية)
- سكوت بيلي على موقع قاعة مشاهير الهوكي (لاعب أن.إتش.أل) (الإنجليزية)
- سكوت بيلي على موقع EliteProspects.com (الإنجليزية)
- سكوت بيلي على موقع HockeyDB.com (الإنجليزية)
- سكوت بيلي على موقع Hockey-Reference.com (الإنجليزية)